# NGC 809
NGC 809 је лентикуларна галаксија у сазвежђу Кит која се налази на NGC листи објеката дубоког неба.
Деклинација објекта је - 8° 44' 6" а ректасцензија 2h 4m 18,9s. Привидна величина (магнитуда) објекта NGC 809 износи 13,8 а фотографска магнитуда 14,8. NGC 809 је још познат и под ознакама MCG -2-6-23, PGC 7889.